# ゴビズキンカモメ
ゴビズキンカモメ（戈壁頭巾鷗、学名：Ichthyaetus relictus ）は、チドリ目カモメ科に分類される鳥類の一種である。

## 分布
中央アジアの湖沼で繁殖するが、分布は局地的である。冬期は韓国からベトナムに渡り越冬する。
日本では迷鳥として、1984年に大阪府、1985年に神奈川県で記録されている。

## 形態
全長約44cm。大きさはウミネコ大の中型のカモメ。成鳥の背中や翼上面は淡い青灰色で、初列風切は黒く先端に白い斑がある。冬羽は頭から胸、腹部にかけて白色。夏羽は頭部が黒く、眼の上下に白い斑がある。頭部の黒い様子が頭巾をかぶっているように見えることから和名がついた。
嘴は暗赤色で太く短い。脚は暗赤色。雌雄同色である。

## 分類
本種は以前はカモメ属（Larus）に分類されていたが、2005年の分子系統研究により、従来のカモメ属が単系統群ではないことが指摘され、新たにオオズグロカモメ属（Ichthyaetus）に分類されることになった。

## 生態
内陸性のカモメで、湖沼やその周辺地で繁殖する。非繁殖期は湖沼や河口に生息し、海洋部にはあまり出ない。